# The Asia Institute
The Asia Institute (tiếng Việt: tạm dịch là Học viện châu Á) là một viện nghiên cứu chính sách (think tank) ở Seoul, nơi tiến hành nghiên cứu và diễn ra nhiều cuộc vận động. Viện có nhiều chuyên gia trong các lĩnh vực chính trị, nhân văn và khoa học, các bên liên quan đến từ chính quyền, các tổ chức quốc tế và giới thanh niên trên toàn châu Á. Nghiên cứu của The Asia Institute tập trung trên sự giao thoa của biến đổi công nghệ, vấn đề môi trường và quan hệ quốc tế.
The Asia Institute tương tác sâu rộng với thanh niên, học sinh và sinh viên, khẳng định sự tham gia của giới trẻ trong những tranh luận về chính sách giáo dục, quan hệ quốc tế và biến đổi khí hậu là rất cần thiết. Nghiên cứu đi sâu tập trung vào những triển vọng và nguy cơ của sự phát triển công nghệ và khủng hoảng môi trường. Sau này, các nghiên cứu tập trung vào Diễn đàn Môi trường Daejeon, được thành lập bởi sự hợp tác của The Asia Institute và KAIST.
Vào năm 2012, The Asia Institute xuất bản nhiều loạt báo cáo, văn bản hội thảo, luận văn và các bài xã luận thông qua sự hợp tác cùng các học giả hàng đầu như Benjamin Barber, Noam Chomsky, Francis Fukuyama, Haun Saussy, and Larry Wilkerson. Giám đốc hiện tại là Emanuel Pastreich, Phó Giáo sư tại Đại học Kyung Hee, Seoul.

## Lịch sử
The Asia Institute được thành lập năm 2007 và ban đầu được điều hành bởi Khoa Kinh doanh Quốc tế Solbridge, Đại học Woosong ở Daejeon, Hàn Quốc. 
The Asia Institute đã xuất bản hàng loạt nhiều báo cáo, tổ chức nhiều hội thảo và hội nghị, trên cơ sở những nghiên cứu được tiến hành về khoa học công nghệ với Viện nghiên cứu Khoa học Sinh học và Công nghệ Sinh học Hàn Quốc, Viện An toàn Hạt nhân Hàn Quốc, Viện Tiêu chuẩn và Khoa học Hàn Quốc, Đại học Quốc gia Seoul, và Viện Cấp cao Hàn Quốc Hỗ trợ Phụ nữ trong Khoa học, Kĩ thuật và Công nghệ (WISET).

## Hoạt động
The Asia Institute tổ chức phiên họp tổng thể về Khu vực Tự do Vũ khí Hạt nhân Giới hạn cho Đông Bắc Á (LNWFZ-NEA) vào tháng.
The Asia Institute thành lập Diễn đàn Môi trường Daejeon năm 2009 dưới sự hợp tác cùng KAIST, Viện Nghiên cứu Khoa học Sinh học và Công nghệ Sinh học Hàn Quốc, Diễn đàn Hội nhập Daejeon cùng với Viện Nghiên cứu Tiêu chuẩn và Khoa học Hàn Quốc thành lập Diễn đàn Môi trường Daejeon năm 2009.